# Clematomyces
Clematomyces — рід грибів родини Laboulbeniaceae. Назва вперше опублікована 1900 року.

## Класифікація
До роду Clematomyces відносять 6 видів:
- Clematomyces argentinensis
- Clematomyces astenalis
- Clematomyces calcaratus
- Clematomyces indicus
- Clematomyces pinophili
- Clematomyces trochoideanus